# Huanta (província)
Huanta é uma província do Peru localizada na região de Ayacucho. Sua capital é a cidade de Huanta.

## Distritos da província
1. Ayahuanco
2. Huamanguilla
3. Huanta
4. Iguain
5. Llochegua
6. Luricocha
7. Santillana
8. Sivia
9. Canayre
10. Uchuraccay
11. Pucacolpa
12. Chaca

## Alcaldes
- 2019-2022: Renol Silbio Pichardo Ramos.
- 2015-2018: Percy Valladares.